# De Leijen (wijk)
De Leijen is sinds eind jaren zeventig een woonwijk in de Nederlandse plaats Bilthoven (gemeente De Bilt, provincie Utrecht). Ze bevat circa 2500 woningen, zowel koopwoningen als huurwoningen. Ook is er wat kleine industrie en zijn er twee verzorgingshuizen. De woonwijk wordt begrensd door de spoorlijn Baarn-Utrecht en het Leijense bos.